# Drake Thomas
* solo in precampionato e/o in squadra di allenamento
Drake Thomas (Wake Forest, 25 febbraio 2000) è un giocatore di football americano statunitense che milita nel ruolo di linebacker per i Seattle Seahawks della National Football League (NFL). Al college ha giocato per l'Università statale della Carolina del Nord.

## Carriera universitaria
Thomas, originario di Wake Forest nella Carolina del Nord, cominciò a giocare a football da linebacker e running back nella locale Heritage High School. Valutato come un prospetto medio-alto (tre stelle su cinque) per il college football, Thomas ricevette varie offerte di borse di studio da college di primo piano come Michigan State, Clemson, North Carolina, Georgia Tech, Tennessee, Alabama e Mississippi scegliendo di andare a giocare per l'Università statale della Carolina del Nord, con i Wolfpack che militano nell'Atlantic Coast Conference (ACC) della Divisione I della Football Bowl Subdivision (FBS) della NCAA.
Nella sua prima stagione, quella 2019, Thomas giocò in tutte le 12 partite stagionali di cui 3 da titolare, collezionando 34 tackle e 2,5 sack. 
Diventò titolare dall'anno successivo, giocando nella stagione 2020 accorciata a causa della pandemia di COVID_19 tutte le 10 partite, con 58 tackle e 3,0 sack. Nella stagione 2021 mise a segno 100 tackle, 6,0 sack e 3 intercetti nelle 12 gare disputate, venendo inserito a fine stagione nel First-Team All-ACC e votato come MVP difensivo dei Wolfpack. Nominato capitano della squadra, si ripeté nel 2022 con 101 tackle e 8,0 sack in 13 presenze, ottenendo l'inserimento nel Second-Team All-ACC.
Il 24 dicembre 2022 Thomas annunciò tramite i suoi social media di rinunciare all'ultimo anno di eleggibilità al college e di passare tra i professionisti. Terminata la carriera venendo valutato come uno dei migliori linebacker della storia dei Wolfpack, fu invitato a partecipare all'East-West Shrine Bowl, partita che permette ai migliori prospetti uscenti dal college di mettersi in mostra davanti agli osservatori della NFL.
Premi e riconoscimenti
- First-Team All-ACC (2021)
- Second-Team All-ACC (2022)

Statistiche al college
| Stagione | Stagione | Stagione   | Stagione   | Stagione | Stagione | Difesa  | Difesa  | Difesa  | Difesa | Difesa |
| Anno     | Squadra  | Campionato | Conference | P        | PT       | T. tot. | T. sol. | T. ass. | Sack   | Int.   |
| -------- | -------- | ---------- | ---------- | -------- | -------- | ------- | ------- | ------- | ------ | ------ |
| 2019     | NC State | FBS Div. I | ACC        | 12       | 3        | 34      | 13      | 21      | 2,5    | 1      |
| 2020     | NC State | FBS Div. I | ACC        | 10       | 10       | 58      | 25      | 33      | 3,0    | 0      |
| 2021     | NC State | FBS Div. I | ACC        | 12       | 12       | 100     | 48      | 52      | 6,0    | 3      |
| 2022     | NC State | FBS Div. I | ACC        | 13       | 13       | 101     | 50      | 51      | 7,5    | 0      |
| Totale   | Totale   | Totale     | Totale     | 47       | 38       | 293     | 136     | 157     | 19,0   | 4      |

Fonte: Football DB

## Carriera professionistica

### Las Vegas Raiders
Thomas non fu selezionato nel corso del Draft NFL 2023 e il 12 maggio 2023 firmò da undrafted free agent con i Las Vegas Raiders un accordo triennale da 2,7 milioni di dollari. Al termine della fase di preparazione alla nuova stagione, Thomas non riuscì a rientrare nel roster attivo dei Raiders e il 29 agosto 2023 fu svincolato.

### Seattle Seahawks
Il 30 agosto 2023 Thomas firmò per il roster attivo dei Seattle Seahawks. Debuttò come professionista subentrando nella gara del primo turno contro i Los Angeles Rams mettendo a segno un placcaggio.

## Vita privata
Thomas ha condiviso la sua esperienza di football al college con il fratello maggiore Thayer Thomas wide receiver per i Wolfpack dal 2018 al 2022. Quindi entrambi hanno partecipato al Draft NFL 2023, con Thayer che firmò da undrafted free agent per i Minnesota Vikings.
Nei Wolfpack dal 2023 ha giocato nel ruolo di quarterback anche il fratello minore Lex Thomas.